# Moncorneil-Grazan
Moncorneil-Grazan é uma comuna francesa na região administrativa de Occitânia, no departamento de Gers. Estende-se por uma área de 7,09 km². Em 2010 a comuna tinha 148 habitantes (densidade: 20,9 hab./km²).